# Steinmetz-Körper

Steinmetz-Körper als Schnitt zweier Vollzylinder

In der Geometrie ist ein Steinmetz-Körper ein Körper, der als Schnitt zweier oder dreier senkrechter Kreiszylinder, deren Achsen sich senkrecht schneiden, entsteht. Sie sind nach dem deutschstämmigen US-amerikanischen Elektroingenieur Charles Proteus Steinmetz benannt. Steinmetz gab Formeln für die Volumina solcher Körper an. Diese waren allerdings schon viel früher bekannt. Bereits Archimedes und Zu Chongzhi konnten das Volumen des Schnittes zweier Vollzylinder berechnen.
In englischer Literatur werden diese Körper auch bicylinder bzw. tricylinder genannt. In der deutschsprachigen Literatur haben diese Körper keine besonderen Namen.

## Steinmetz-Körper aus 2 Zylindern

Erzeugung der Oberfläche eines Steinmetz-Körpers aus zwei Zylindern

Steinmetz-Körper: zur Herleitung der Volumenformel

Ein Steinmetz-Körper als Schnitt zweier Zylinder mit Radius {\displaystyle r} hat das
Volumen
{\displaystyle V={\frac {16}{3}}r^{3}}
und die
Oberfläche
{\displaystyle O=16r^{2}}.
Beweis der Volumenformel:
Zum Beweis der Volumenformel lässt sich die Idee verwenden, die der Berechnung des Volumens eines Rotationskörpers zu Grunde liegt. Man ersetzt einfach die dünnen Zylinderscheiben bei der Berechnung des Volumens einer Rotationsfläche durch dünne quaderförmige Scheiben, deren Grundfläche hier Quadrate sind. Dies führt (s. Skizze) auf die entsprechende Volumenformel
{\displaystyle V=\int _{-r}^{r}(2x)^{2}\mathrm {d} z=4\cdot \int _{-r}^{r}x^{2}\mathrm {d} z=4\cdot \int _{-r}^{r}(r^{2}-z^{2})\mathrm {d} z={\frac {16}{3}}r^{3}}.
Vergleich mit einbeschriebener Pyramide und umbeschriebenem Quader:
Die Volumina eines Kreiskegels, einer Halbkugel und eines Kreiszylinders mit gleichen Radien und gleichen Höhen (= Radius) verhalten sich bekanntlich wie 1 : 2 : 3. Dasselbe bemerkenswerte Volumenverhältnis gilt für die dem halben Steinmetz-Körper einbeschriebene quadratische Pyramide ({\displaystyle a=2r,h=r,V={\frac {4}{3}}r^{3}}), den halben Steinmetz-Körper ({\displaystyle V={\frac {8}{3}}r^{3}}) und den dem halben Steinmetz-Körper umbeschriebenen Quader ({\displaystyle a=2r,h=r,V=4r^{3}}).
Beweis der Oberflächenformel:
Die Oberfläche besteht aus 2 roten und 2 blauen Zweiecken. Nun schneidet man ein rotes Zweieck mit Hilfe der y-z-Ebene in zwei Hälften und wickelt eine der Hälften so ab, dass der Schnitthalbkreis im Nullpunkt beginnend auf der positiven {\displaystyle \xi }-Achse liegt und die Abwicklung nach oben durch den halben Sinusbogen {\displaystyle \eta =r\sin \left({\frac {\xi }{r}}\right),\ 0\leq \xi \leq \pi r} begrenzt wird. Der Flächeninhalt dieser Abwicklung ist dann
{\displaystyle A=\int _{0}^{\pi r}r\sin \left({\frac {\xi }{r}}\right)\mathrm {d} \xi =2r^{2}}.
Die ganze Oberfläche ist also
{\displaystyle O=8\cdot A=16r^{2}}.

## Steinmetz-Körper aus 3 Zylindern

Erzeugung der Oberfläche eines Steinmetz-Körpers aus 3 Zylindern.
Zunächst werden zwei Zylinder (rot, blau) geschnitten. Der entstehende Bizylinder wird dann noch mit dem grünen Zylinder geschnitten.

Der Schnitt dreier senkrechter Kreiszylinder, deren Achsen sich senkrecht schneiden, ergibt einen Körper mit Ecken, in denen sich 3 Schnittkurven treffen, und Ecken, in denen sich 4 Schnittkurven treffen. Die Gesamtheit der Ecken kann man als Ecken eines Rhombendodekaeders auffassen. Der Schlüssel zur Berechnung von Volumen und Oberfläche ist die Beobachtung, dass man den Körper aus dem Würfel mit den Ecken, in denen sich 3 Kanten schneiden, und kurvierten Pyramiden (die Seitendreiecke bestehen aus Zylinderflächenteilen) über den Seitenflächen dieses Würfels zusammensetzen kann.
Volumen und Mantelfläche solch einer kurvierten Pyramide lassen sich mit Überlegungen wie im vorigen Fall berechnen.
Für das Volumen des Steinmetz-Körpers ergibt sich schließlich
{\displaystyle V=(16-8{\sqrt {2}})r^{3}}
und die Oberfläche ist
{\displaystyle O=3(16-8{\sqrt {2}})r^{2}.}

## Belege
1. ↑  Howard Eves: Slicing it thin. In: David Klarner: The mathematical Gardner. Wadsworth International, 1981, S. 111.
2. ↑  Intersecting Cylinders: From Archimedes and Zu Chongzhi to Steinmetz and Beyond